# Nürnberger Versicherungscup 2017 - Qualificazioni singolare
Le qualificazioni del singolare del Nürnberger Versicherungscup 2017 sono state un torneo di tennis preliminare per accedere alla fase finale della manifestazione. Le vincitrici dell'ultimo turno sono entrate di diritto nel tabellone principale. In caso di ritiro di una o più giocatrici aventi diritto a queste sono subentrate le lucky loser, ossia le giocatrici che hanno perso nell'ultimo turno ma che avevano una classifica più alta rispetto alle altre partecipanti che avevano comunque perso nel turno finale.

## Teste di serie
1. Kateryna Bondarenko (primo turno)
2. Verónica Cepede Royg (ritirata)
3. Dalila Jakupovič (ritirata)
4. Marina Eraković (primo turno)
5. Cindy Burger (ritirata)
6. Anastasiya Komardina (primo turno)

1. Fiona Ferro (primo turno)
2. Valeriya Solovyeva (primo turno)
3. Marie Bouzková (qualificata)
4. Amra Sadiković (qualificata)
5. Viktoria Kamenskaya (ultimo turno)
6. Jesika Malečková (primo turno)

## Qualificate
1. Alexandra Cadanțu
2. Anna Zaja
3. Barbora Krejčíková

1. Amra Sadiković
2. Lena Rüffer
3. Marie Bouzková

### Lucky loser
1. Julia Glushko

## Tabellone

### Legenda
| - Q = Qualificato - WC = Wild card - LL = Lucky loser | - ALT = Alternate - SE = Special Exempt - PR = Protected Ranking | - w/o = Walkover - r = Ritirato - d = Squalificato |

### Sezione 1
|  | Primo turno | Primo turno         | Primo turno        | Primo turno | Primo turno |  |  | Ultimo turno | Ultimo turno      | Ultimo turno | Ultimo turno | Ultimo turno |  |
|  |             |                     |                    |             |             |  |  |              |                   |              |              |              |  |
|  | 1           | Kateryna Bondarenko | 6                  | 4           | 4           |  |  |              |                   |              |              |              |  |
|  |             | Alexandra Cadanțu   | 0                  | 6           | 6           |  |  |              | Alexandra Cadanțu | 5            | 6            | 6            |  |
|  | WC          | Mira Antonitsch     | Mira Antonitsch    | 7           | 6           |  |  | WC           | Mira Antonitsch   | 7            | 1            | 1            |  |
|  | 8           | Valeriya Solovyeva  | Valeriya Solovyeva | 6           | 3           |  |  |              |                   |              |              |              |  |

### Sezione 2
|  | Primo turno | Primo turno     | Primo turno | Primo turno | Primo turno |  |  | Ultimo turno | Ultimo turno  | Ultimo turno  | Ultimo turno | Ultimo turno |  |
|  |             |                 |             |             |             |  |  |              |               |               |              |              |  |
|  | Alt         | Nicole Melichar | 3           | 6           | 4           |  |  |              |               |               |              |              |  |
|  |             | Julia Glushko   | 6           | 1           | 6           |  |  |              | Julia Glushko | Julia Glushko | 64           | 0            |  |
|  |             | Anna Zaja       | Anna Zaja   | 7           | 6           |  |  |              | Anna Zaja     | Anna Zaja     | 7            | 6            |  |
|  | 7           | Fiona Ferro     | Fiona Ferro | 5           | 2           |  |  |              |               |               |              |              |  |

### Sezione 3
|  | Primo turno | Primo turno        | Primo turno | Primo turno | Primo turno |  |  | Ultimo turno | Ultimo turno       | Ultimo turno       | Ultimo turno | Ultimo turno |  |
|  |             |                    |             |             |             |  |  |              |                    |                    |              |              |  |
|  | Alt         | Petra Krejsová     | 6           | 1           |             |  |  |              |                    |                    |              |              |  |
|  |             | Teliana Pereira    | 3           | 0           | r           |  |  | Alt          | Petra Krejsová     | Petra Krejsová     | 4            | 4            |  |
|  |             | Barbora Krejčíková | 6           | 2           | 6           |  |  |              | Barbora Krejčíková | Barbora Krejčíková | 6            | 6            |  |
|  | 12          | Jesika Malečková   | 3           | 6           | 2           |  |  |              |                    |                    |              |              |  |

### Sezione 4
|  | Primo turno | Primo turno            | Primo turno            | Primo turno | Primo turno |  |  | Ultimo turno | Ultimo turno           | Ultimo turno           | Ultimo turno | Ultimo turno |  |
|  |             |                        |                        |             |             |  |  |              |                        |                        |              |              |  |
|  | 4           | Marina Eraković        | Marina Eraković        | 4           | 65          |  |  |              |                        |                        |              |              |  |
|  |             | Aleksandrina Naydenova | Aleksandrina Naydenova | 6           | 7           |  |  |              | Aleksandrina Naydenova | Aleksandrina Naydenova | 1            | 3            |  |
|  | WC          | Lara Schmidt           | Lara Schmidt           | 3           | 4           |  |  | 10           | Amra Sadiković         | Amra Sadiković         | 6            | 6            |  |
|  | 10          | Amra Sadiković         | Amra Sadiković         | 6           | 6           |  |  |              |                        |                        |              |              |  |

### Sezione 5
|  | Primo turno | Primo turno         | Primo turno       | Primo turno | Primo turno |  |  | Ultimo turno | Ultimo turno        | Ultimo turno        | Ultimo turno | Ultimo turno |  |
|  |             |                     |                   |             |             |  |  |              |                     |                     |              |              |  |
|  | Alt         | Galina Voskoboeva   | Galina Voskoboeva | 2           | 3           |  |  |              |                     |                     |              |              |  |
|  | WC          | Lena Rüffer         | Lena Rüffer       | 6           | 6           |  |  | WC           | Lena Rüffer         | Lena Rüffer         | 6            | 6            |  |
|  |             | Paula Kania         | 3                 | 7           | 5           |  |  | 11           | Viktoria Kamenskaya | Viktoria Kamenskaya | 2            | 3            |  |
|  | 11          | Viktoria Kamenskaya | 6                 | 63          | 7           |  |  |              |                     |                     |              |              |  |

### Sezione 6
|  | Primo turno | Primo turno          | Primo turno    | Primo turno | Primo turno |  |  | Ultimo turno | Ultimo turno   | Ultimo turno   | Ultimo turno | Ultimo turno |  |
|  |             |                      |                |             |             |  |  |              |                |                |              |              |  |
|  | 6           | Anastasiya Komardina | 2              | 6           | 62          |  |  |              |                |                |              |              |  |
|  |             | Mayo Hibi            | 6              | 3           | 7           |  |  |              | Mayo Hibi      | Mayo Hibi      | 1            | 1            |  |
|  | WC          | Zoe Kruger           | Zoe Kruger     | 2           | 3           |  |  | 9            | Marie Bouzková | Marie Bouzková | 6            | 6            |  |
|  | 9           | Marie Bouzková       | Marie Bouzková | 6           | 6           |  |  |              |                |                |              |              |  |